# St. Rochus (Jülich)

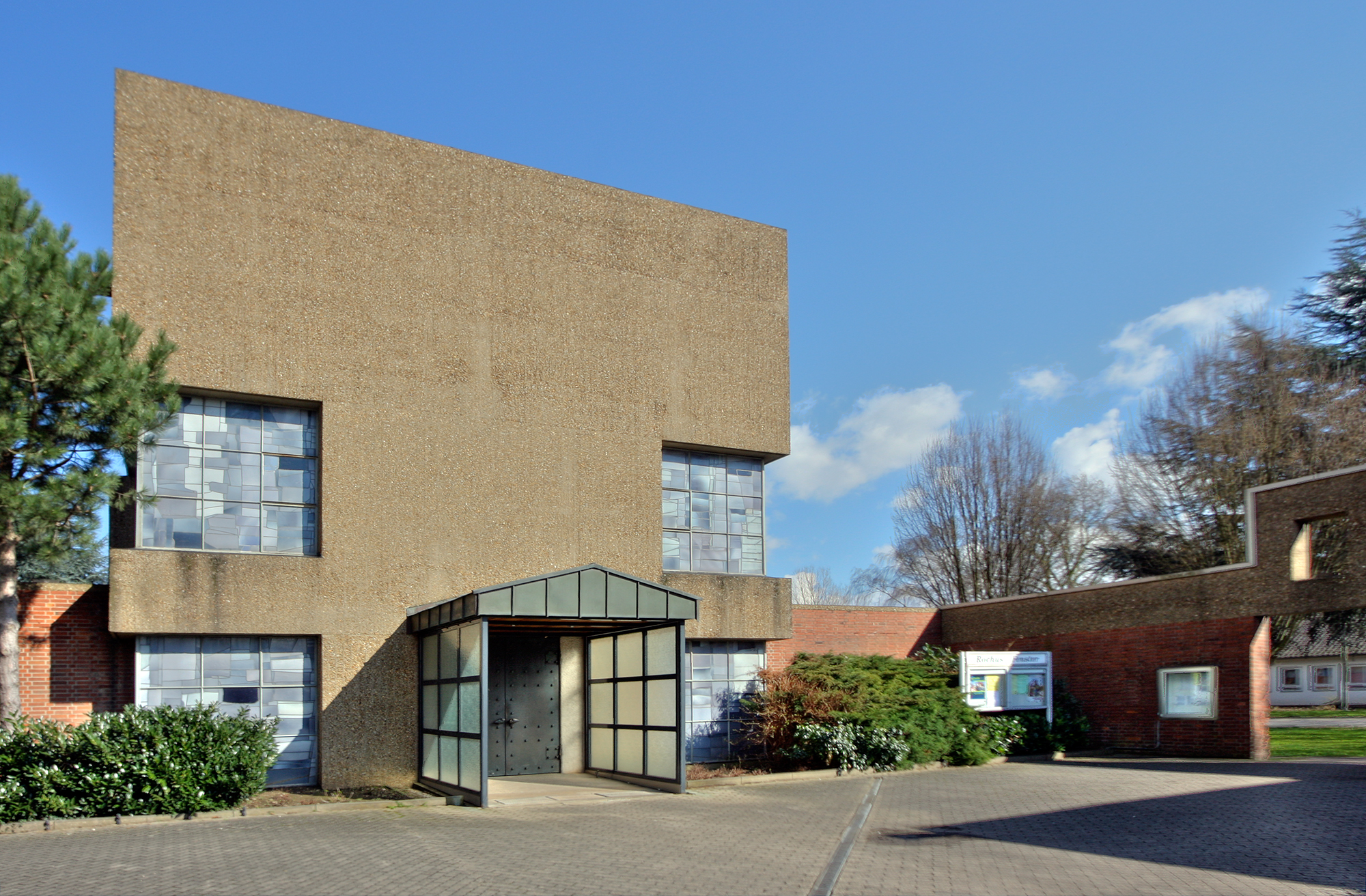
St. Rochus in Jülich

St. Rochus ist eine ehemalige römisch-katholische Filialkirche in der Stadt Jülich im Kreis Düren (Nordrhein-Westfalen).

## Geschichte
Die Kirche im Jülicher Süden wurde 1961 nach Plänen des Kölner Architekten Gottfried Böhm erbaut. 1969 wurde St. Rochus eigenständige Pfarrgemeinde.
Bis zum 31. Dezember 2012 war St. Rochus in Jülich eigenständige Pfarrgemeinde. Am 1. Januar 2013 wurde die Pfarre mit 13 weiteren ehemaligen Pfarreien zur Pfarre Heilig Geist Jülich fusioniert.
Zum Ende des Jahres 2022 wurde das Gebäude entwidmet und an einen Fahrradhändler verkauft. Die Kapelle kann weiterhin als solche genutzt werden.

## Baubeschreibung
Die Kirche ist ein interessantes Bindeglied zwischen den skulpturalen Betonfelsen des Architekten und den ziegelsichtigen Bauten, die meist jüngeren Datums sind. Es handelt sich um eine dreischiffige flachgedeckte Basilika mit einem Campanile an der Westseite. Die kubische Formensprache lässt an das Frühwerk Böhms denken, die plastische Ausbildung des Betons fehlt in Jülich völlig.
Das hoch aufragende Mittelschiff und der Turm werden von Waschbeton geprägt, die niedrigen Seitenschiffe, die im Osten über den Rechteckchor hinausragen, sind aus roten Ziegeln gemauert. Besucher betreten die Kirche im Westen durch ein überdachtes Bronzeportal. Das hohe Mittelschiff wird von zwei niedrigen Seitenschiffen flankiert. Prägend für den monumentalen kubischen Raumeindruck des Mittelschiffs sind die Holzbalkendecke und die umlaufenden Fensterbänder nach einem Entwurf von Hubert Spierling. Der Rechteckchor in voller Breite des Mittelschiffs erhebt sich drei Stufen über dem Kirchenraum. Beton und Ziegelmauerwerk sind sowohl im Inneren als auch außen sichtbar belassen.

## Ausstattung
In der Kirche befindet sich ein Altarmosaik des Eupener Künstlers Peter Hodiamont. Die Bleiglasfenster entwarf Hubert Spierling 1968/69.

## Glocken
| Nr. | Name   | Durchmesser (mm) | Masse (kg, ca.) | Schlagton (HT-1/16) | Gießer                                               | Gussjahr |
| 1   | Rochus | 1.100            | 820             | fis′ +6             | Wolfgang Hausen-Mabilon, Fa. Mabilon & Co., Saarburg | 1977     |
| 2   | -      | 897              | 450             | a′ +9               | Wolfgang Hausen-Mabilon, Fa. Mabilon & Co., Saarburg | 1963     |
| 3   | -      | 800              | 330             | h′ +8               | Wolfgang Hausen-Mabilon, Fa. Mabilon & Co., Saarburg | 1963     |
| 4   | Maria  | 710              | 230             | cis″ +8             | Wolfgang Hausen-Mabilon, Fa. Mabilon & Co., Saarburg | 1977     |

Motiv: „O Heiland, reiß die Himmel auf“